# Rouffiac-d'Aude
Rouffiac-d'Aude é uma comuna francesa na região administrativa de Occitânia, no departamento de Aude. Estende-se por uma área de 5,24 km². Em 2010 a comuna tinha 446 habitantes (densidade: 85,1 hab./km²).